# Henryk Wodziński
Henryk Wodziński (ur. 1938 w Casablance) – marokański ekonomista, dziennikarz oraz sportowiec pochodzenia polskiego. Udziela się w dyscyplinach sportowych: szermierka, kolarstwo, tenis, aikido, kendo oraz rugby.

## Życiorys

### Dzieciństwo
Ojcem Henryka Wodzińskiego był polski emigrant, a jego bratem był Mieczysław Wodziński (dziennikarz oraz pedagog).

### Kariera
Jest członkiem Federation Royale Marocaine d'Escrime, uczestnik i zwycięzcą międzynarodowych turniejów szermierki, mistrzem Maroka we florecie w 1968 i szpadzie w 1969, laureat złotego medalu w międzynarodowych rozgrywkach szermierczych Open d'Escrime w Maroku w 1972, trener reprezentacji narodowej w Igrzyskach Śródziemnomorskich w Casablance w 1983 roku. Oprócz tego dziennikarz i sprawozdawca sportowym Radio-Maroc oraz attaché prasowym Federation Royale Marocaine d'Escrime. Jako ekonomista Henryk Wodziński był głównym księgowym kilku znanych firm w Casablance, a w 1984 roku kontrolerem finansów afrykańskich, z siedzibą w Burkina Faso, mianowanym na to stanowisko przez Organizację do Spraw Wyżywienia i Rolnictwa i ONZ. Uważa siebie za Marokańczyka i Polaka. W 1974 roku był współzałożycielem Polskiego Klubu Szachowego w Casablance; był i jest inicjatorem, współorganizatorem i uczestnikiem polsko-marokańskich imprez kulturalnych i sportowych. W 1970 roku był akredytowanym w Maroku przedstawicielem Polskiej Federacji Szermierki. W 1999 roku dostał Krzyż Kawalerski Orderu Zasługi Rzeczypospolitej Polskiej wraz ze swoim bratem Mieczysławem Wodzińskim.

## Nagrody
- Złoty medal w międzynarodowych rozgrywkach szermierczych Open d'Escrime w Maroku w 1972
- Krzyż Kawalerski Orderu Zasługi Rzeczypospolitej Polskiej w 1999[4]